# Elżbieta Sanna
Elżbieta Sanna (właściwie: wł. Elisabetta Sanna Porcu; ur. 23 kwietnia 1788 w Codrongianos na Sardynii, zm. 17 lutego 1857 w Rzymie) – włoska tercjarka i profeska Zakonu Braci Mniejszych św. Franciszka, członkini Zjednoczenia Apostolstwa Katolickiego, które założył św. Wincenty Pallotti oraz jego współpracownica, błogosławiona Kościoła katolickiego.

## Krótka biografia
Pochodziła z Sardynii, z wielodzietnej, rolniczej rodziny Salvatore Sanny i Marii Dominiki Lai. Była analfabetką, posługującą się dialektem sardyńskim. Kiedy miała trzy miesiące zachorowała na ospę, która spowodowała jej częściowy paraliż ramion. W 1807 wyszła za mąż za Antonia Marię Porcu. Miała siedmioro dzieci, z których dwoje zmarło wkrótce po narodzeniu. Po osiemnastu latach małżeństwa, po śmierci jej męża w 1825 została wdową. Podjęła wówczas decyzję pielgrzymki do Ziemi Świętej wraz ze swoim spowiednikiem ks. Józefem Valle. Po drodze zatrzymała się w Rzymie, gdzie pozostała już do końca swego życia. W Rzymie spotkała założyciela pallotynów Wincentego Pallottiego, późniejszego świętego, który stał się jej spowiednikiem i kierownikiem duchowym przez następne dziewiętnaście lat. Zamieszkała na poddaszu w pobliżu bazyliki św. Piotra. Praktykowała czyny miłosierdzia.
Zmarła w opinii świętości w Rzymie 17 lutego 1857. Pochowano ją w rzymskim kościele San Salvatore in Onda.

## Proces beatyfikacji
Przekonani o jej świątobliwości życia ojcowie pallotyni podjęli próbę wyniesienia ją na ołtarze. 11 marca 1858 został otwarty proces informacyjny na szczeblu diecezjalnym, który zakończył się 29 lipca 1862. Następnie 22 kwietnia akta procesu zostały przekazane do Stolicy Apostolskiej, która 17 stycznia 1911 po zapoznaniu się z dokumentacją wydała dekret o ważności postępowania informacyjnego, po czym 4 marca 1994 wydano tzw. Nihil obstat, wyrażając zgodę na rozpoczęcie procesu jej beatyfikacji. Na postulatora procesu wyznaczono polskiego pallotyna ks. Jana Koryckiego SAC.
W 1997 złożono tzw. Positio wymagane w procedurze beatyfikacyjnej, po czym 22 kwietnia 1997 odbyła się sesja konsultorów historycznych, a 20 listopada 2012 sesja konsultorów teologicznych. 21 stycznia 2014 odbyła się sesja kardynałów i biskupów Kongregacji Spraw Kanonizacyjnych, po której 27 stycznia tegoż roku papież Franciszek promulgował dekret o heroiczności jej cnót. Odtąd przysługiwał jej tytuł Czcigodnej Służebnicy Bożej.
21 stycznia 2016 uznano cud za jej przyczyną, a następnie 17 września 2016 w bazylice Przenajświętszej Trójcy (Saccargia) w Condrongianos odbyła się uroczystość jej beatyfikacji, której dokonał w imieniu papieża Franciszka, kard. Angelo Amato.
Jej wspomnienie liturgiczne obchodzone jest 17 lutego (dies natalis).